# 屏山県
屏山県（へいさん-けん）は中華人民共和国四川省に位置する省直轄の県であり、しばらくの間、宜賓市の代理管轄下に置かれている。

## 地理
雲南省昭通市綏江県との県境にある金沙江が、西から東へと東方の叙州区を通じる形で長江に合流している。

## 行政区画
- 鎮:錦屏鎮、新市鎮、中都鎮、竜華鎮、大乗鎮、新安鎮、書楼鎮、屏山鎮、夏渓鎮
- 民族郷:屏辺イ族郷、清平イ族郷

## 交通

### 鉄道
- 中国鉄路総公司
  - 中国鉄路成都局集団公司
    - 成貴旅客専用線 （屏山駅（中国語版））

### 道路
国道
- G213国道

省道
- 307省道

県道
- 150号県道
- 163号県道
- Q08号県道

## 健康・医療・衛生
- 屏山県人民医院
- 屏山県中医院